# 原田種頼
原田 種頼（はらだ たねより、生没年不詳）は、平安時代、11世紀中期の人物で伯州河村郡に興った東郷氏の始祖。官位は伯耆守、通称・余一太夫。
元々は大蔵氏の嫡流・原田氏の一族であり、伯耆入国以前は筑前に住んでいた。年代は不明であるが平安時代の中頃、「伯州河村東郡司」（現在の湯梨浜町全域を指す）として伯耆へ入国、そのまま土着して在地領主となった。土着した種頼の子孫は後に地名から名を取り「東郷姓」を名乗るようになった。なお、種頼が郡司として入国した経緯もその年代と同様不明である。